# Wappingers Falls
Wappingers Falls est un village du comté de Dutchess, dans l'État américain de New York aux États-Unis,. Il fait partie des villes de Wappinger et de Poughkeepsie.